# Fasces Italianos de Combate
Los Fasci italiani di combattimento (literalmente, Fasces Italianos de Combate) fueron una organización política fascista italiana creada por Benito Mussolini en Milán el 23 de marzo de 1919.  Esta organización sería el núcleo del futuro Partido Nacional Fascista de Mussolini.

## Contexto
Miembro del Partido Socialista Italiano (PSI), Mussolini formó parte en un inicio de la postura anti-intervencionista, opuesta a la participación en la Primera Guerra Mundial y ampliamente mayoritaria en la opinión pública; sin embargo, se unió rápidamente a la minoría intervencionista, lo que le valió su exclusión del PSI. Este agrupaba a los nacionalistas de Enrico Corradini y de L'Idea nazionale, apoyados por varios medios industriales, algunos sindicalistas revolucionarios (Alceste De Ambris, Filippo Corridoni), que solo contaban con una audiencia limitada, o incluso los «renegados del socialismo como Mussolini».
A partir de 1914, algunos intervencionistas se reagruparon en torno al Fasci d'Azione Internazionalista, manifiesto firmado por Michele Bianchi, quien participó en el "cuatrinvirato" de la Marcha sobre Roma, Angelo Olivetti o incluso Filippo Corridoni, quien se unirá más tarde a los Arditi del Popolo antifascistas.
El 11 de diciembre de 1914, los Fasci d'Azione Internazionalista se fusionaron con los Fasci autonomi d'azione rivoluzionaria (haces autónomos de acción revolucionaria), liderados por Mussolini, quien participó en la campaña intervencionista para el ingreso a la guerra de Italia. Pero el verdadero impulso a la campaña intervencionista fue lanzado por el poeta Gabriele D'Annunzio, con ocasión de su discurso del 5 de mayo de 1915 en Quarto, cerca de Génova.
El 23 de mayo de 1915, después de haber negociado el Tratado de Londres, Italia entró en guerra al lado de la Triple Entente, decisión tomada por tres hombres, pero de grandes consecuencias: el rey de Italia Víctor Manuel III, el presidente del Consejo Antonio Salandra y el ministro de Asuntos Exteriores Sidney Sonnino.
En el plano sindical, la Unione Italiana del Lavoro (UIL), fundada en junio de 1918 por Edmondo Rossoni, reagrupó a los "intervencionistas de izquierda", excluidos de la Unione Sindacale Italiana (USI) de inspiración anarcosindicalista.
A su regreso, Mussolini retomó una actividad política nacionalista y reunió en torno a sí mismo a los intervencionistas y a los nacionalistas en general. Los nacionalistas defendían el tema de la «victoria mutilada», reclamando las tierras irredentas. Con el ascenso de Mussolini al poder, tras la Marcha sobre Roma de 1922, el Estado libre de Fiume fue ocupado por tropas fascistas, ya que consideraba un rival al poeta Gabriele D'Anunzio, quien había fundado la Regencia italiana de Carnaro. Varios nacionales, antiguos arditi y futuristas participaron de la aventura de Fiume, con la complicidad del ejército.
Tras la firma del Tratado de Rapallo en noviembre de 1920, D'Annunzio fue expulsado del Fiume. En Italia, la crisis económica se agravaba a causa del problema de la reconversión de una economía de guerra, empeorada por la crisis económica mundial de 1920-1921, lo que ocasionó que se multiplicaran los movimiento sociales. Desde julio de 1919, se iniciaron las invasiones de tierras en el Lacio para extenderse luego al Mezzogiorno y a la llanura padana. Estas invasiones fueron legalizadas a posteriori por el decreto Visocchi del 2 de septiembre de 1919. El movimiento fue atenuado en 1920 y desapareció en 1921.

## Nacimiento del movimiento
El 7 de enero de 1919, el futurista Mario Carli, adepto al ultranacionalismo, creó en Roma la primera asociación de arditi, compuestas por tropas de choque de la Primera Guerra Mundial y de varios ex convictos. Algunos días más tarde, fue creada una segunda asociación de arditi en Milán, bajo el liderazgo del poeta futurista Filippo Tommaso Marinetti y del capitán de secciones de asalto Ferruchio Vecchi. Estas asociaciones de antiguos combatientes, que incluyeron también al futurista Giuseppe Bottai, se confederaron a nivel nacional a fines de enero de 1919.
En el marco de la constitución de estas asociaciones nacionalistas, Mussolini y su periódico, Il Popolo d'Italia, organizaron una reunión en Milán para el 21 de marzo de 1919 que contaría con más de sesenta personas. El objetivo era crear, bajo una óptica anti-parlamentarista, un movimiento que perpetuaría la inspiración revolucionaria de la guerra, fiel al intervencionismo. La asamblea era heteróclita, ya que agrupaba desde los arditi de Ferruchio Vecchi hasta los anarcosindicalistas, atraídos por la fraseología revolucionaria, incluyendo a los intervencionistas de izquierda, que se reconocían en la persona de Mussolini. Los dirigentes incluían a Mussolini, Vecchi y Michele Bianchi, un anarcosindicalista de la Unione Italiana del Lavoro (UIL), expulsado de la Unione Sindacale Italiana debido a sus posiciones intervencionistas durante la guerra.
El término Fascio, equivalente italiano a las ligas, evocaba a la vez la nostalgia de la guerra y las aspiraciones revolucionarias de los fascistas sicilianos de 1893-1894. Pertenecía todavía al vocabulario de la extrema izquierda, aunque después de 1917 y de la derrota de Caporetto, los nacionalistas de derechas lo adoptaron.
Dos días más tarde, el movimiento adquiere amplitud nacional. Se convoca a una Asamblea general el 23 de marzo de 1919, en una sala de la plaza del Santo Sepulcro en Milán, prestada por el círculo de intereses industriales y comerciales. 119 personas responden al llamado, entre quienes se encuentran los futuristas Mario Carli, Marinetti y Giuseppe Bottai. Además de Mussolini, estuvieron presentes Italo Balbo, Cesare Maria De Vecchi, Emilio De Bono y Michele Bianchi, el futuro cuatrinvirato de la Marcha sobre Roma, así como Roberto Farinacci, futuro secretario del Partido Nacional Fascista. Decidieron entonces crear a los Fasci italiani di combattimento tras una acalorada reunión al término de la cual se pusieron de acuerdo sobre un programa.
Desde la alta burguesía y el Gobierno —que representaba los intereses de aquella—, se toleró el surgimiento y la actividad de estos grupos paramilitares como respuesta armada contra el movimiento obrero y los partidos de izquierda. El 15 de abril, los Fasci di combattimento arremetían violentamente en Milán contra los trabajadores y destruían la sede de Avanti!, diario del Partido Socialista, ante la pasividad de la policía y el ejército.
Unos meses más tarde, Mussolini hace público el programa, pulido y editado por él, que mezclaba aspiraciones nacionales con reivindicaciones sociales. El «programa de San Sepolcro» (por el nombre de la plaza donde fue proclamado) que sentaría las bases del fascismo fue publicado en junio de 1919 en Il Popolo d'Italia.

## El Programa de San Sepolcro
El Programa de los fascistas italianos de combate (Texto original en italiano) presentaba una mezcla de reformas políticas y sociales de tipo progresistas y con reivindicaciones nacionalistas. Las propuestas progresistas fueron llevadas a cabo en poca medida durante el período conocido como el ventennio, sin embargo fueron retomadas, esencialmente, por el Partido fascista republicano de la República Social Italiana, que consagraría otra vez su espíritu en el Manifiesto de Verona.
El futuro Duce revelará el programa de San Sepolcro, el cual lanzó las bases del fascismo y el que publicó en Il Popolo d'Italia el día siguiente. He aquí unos extractos del texto:
«I. La reunión del 23 de marzo dirige su primer saludo y sus reverencias a los hijos de Italia que han caídos por la grandeza de la patria y por la libertad del mundo, a los mutilados e inválidos, a todos los combatientes, a los ex prisioneros que han cumplido su deber y él, se declara heredero de sostener sus reivindicaciones de orden material y moral que serán defendidas con fuerza por las asociaciones de combatientes.
II. La reunión del 23 de marzo se opone al imperialismo de los otros pueblos en detrimento de Italia y el eventual imperialismo italiano en detrimento de los otros pueblos; él acepta el postulado supremo de la Sociedad de Naciones y presupone la integración de cada uno de entrar en ella, integración en la que se refiere a Italia debido a su realización sobre los Alpes y sobre el mar Adriático con la reivindicación y la anexión del Fiume y de Dalmacia.
III. La reunión del 23 de marzo obliga a los fascistas a sabotear por todos los medios las candidaturas de los neutralistas de todos los partidos.»
Del comunicado aparecerán importantes aspectos que serán característicos del proveniente fascismo. Entre estos, la voluntad mussoliniana de presentar el fascismo como un movimiento de orden normalizador, la Sociedad de Naciones es explícitamente aceptada como una nueva estructura internacional. La política imperialista será una característica constante del régimen fascista que deberá establecer un nuevo orden político con la anexión de Fiume y de Dalmacia, territorios dónde había habido una importante presencia italiana.
Finalmente la violencia expresada en el tercer parágrafo será utilizada durante mucho tiempo. Mussolini le da a su movimiento una dimensión antisocialista con el fin de oponerse a la línea maximalista del Partido Socialista, los fascios de combate deberán servir para atraer a las masas obreras hacia un nuevo sindicalismo nacional.
En estos comienzos, el movimiento no es todavía un partido, sino que se declara a sí mismo anti-partido, concebido con el deseo de más acciones que un objetivo de cambio radical de las instituciones del país. Él será el Partido Nacional Fascista el 7 de noviembre de 1921, entonces en el tercer congreso de los fascios de combate en Roma, del que Michele Bianchi será el primer secretario.

Será creado el anti-partido, nacerán los fascios de combate que harán frente a dos peligros: el inmovilista de derechas y el destructivo de izquierdas.
Il Popolo d'Italia de 9 de marzo de 1919

### Programa de San Sepolcro
¡Italianos!
He aquí, el programa de un movimiento puramente italiano.
Revolucionario por ser anti dogmático y anti demagógico; fuertemente innovador por ser anti-prejuicioso.
Nosotros ponemos la valorización de la guerra revolucionaria por encima de todo y de todos.
Los otros problemas: burocracia, administración, jurídicos, escolares, coloniales, etc. Los delinearemos cuando organizamos la clase dirigente.
Por esto: NOSOTROS QUEREMOS:
Para el problema político:
1. El sufragio universal con escrutinio de listas regionales con una representación proporcional, el derecho de voto y que puedan ser elegidas las mujeres.
2. La disminución de la edad mínima a 18 años y la de los diputados, a 25 años.
3. La abolición del Senado.
4. La convocatoria de una Asamblea nacional por un plazo de tres años, cuya primera tarea será la de establecer la forma constitucional del Estado.
5. La formación de un Consejo Nacional de trabajadores técnicos, de la industria, del transporte, la higiene social, de las comunicaciones etc. Electo por la colectividad profesional o por ocupación, con poderes legislativos y derecho de elegir un comisario general con poderes de Ministro.

Para el problema social: NOSOTROS QUEREMOS:
1. La promulgación de una ley de Estado que dé a todos los trabajadores una jornada legal de ocho horas de trabajo.
2. Salarios mínimos.
3. La participación de los representantes de los trabajadores en el funcionamiento técnico de las industrias.
4. La administración de las industrias y servicios públicos por las mismas organizaciones proletarias (cuando éstas sean dignas de ello, moral y técnicamente).
5. La rápida y completa sistematización de los servicios ferroviarios y todas las compañías del transporte.
6. Una modificación necesaria del proyecto de ley de seguridad de invalidez y de jubilación, en que se disminuya el límite de edad propuesto de 65 a 55 años.

Para el problema militar: NOSOTROS QUEREMOS:
1. La creación de una milicia nacional con breves periodos de instrucción con un rol defensivo.
2. La nacionalización de todas las fábricas de armas o explosivos.
3. Una política exterior nacional que sea puesta en valorización, en concordancia con la competencia pacífica de las civilizaciones, de la nación italiana en el mundo.

Para el problema financiero: NOSOTROS QUEREMOS:
1. Un fuerte impuesto extraordinario sobre el capital con carácter progresivo que tenga la forma de una verdadera expropiación de todas las riquezas.
2. La confiscación de todos los bienes de las congregaciones religiosas y la abolición de todas las bulas episcopales que constituyen una enorme responsabilidad para la Nación y un privilegio para unos pocos.
3. La revisión de todos los contratos de suministro en la guerra y el secuestro del 85% de las ganancias por la guerra.

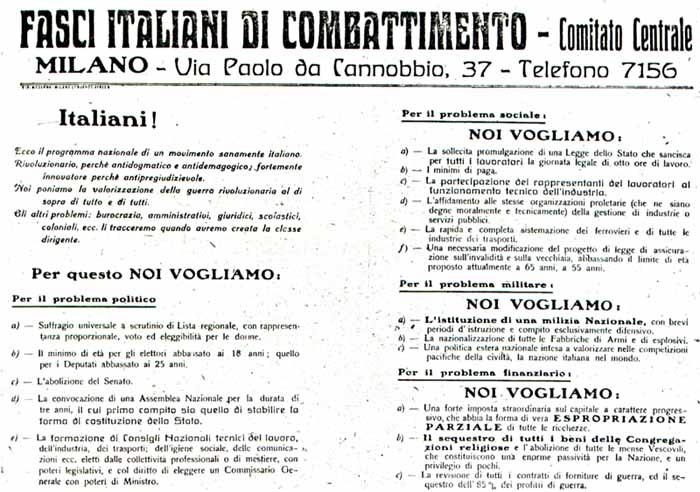
Il Popolo d'Italia, 6 de junio de 1919

## Simbolismo
Los locales de la primera sede en Milán fueron puestos a disposición de la asociación lombarda de industriales; el lugar se caracterizaba por los símbolos que serían los íconos del fascismo: el puñal, el banderín de los arditti, la cara de la muerte. El símbolo de la organización era el fascio y como estos, hubo muchos otros símbolos tomados de la Antigua Roma.
Los primeros “afiliados” al fascismo eran llamados “sansepolcristi” y eran reconocibles por su bufanda amarilla y roja (los colores de Roma), mientras que los “squadristi” llevaban una pulsera roja en la muñeca y la camisa negra.